# Gian Maria Volonté
Pour les articles homonymes, voir Volonté.
Gian Maria Volonté, né le 9 avril 1933 à Milan (Italie) et mort le 6 décembre 1994 à Flórina (Grèce), est un acteur et militant politique italien.
Acteur polyvalent et incisif, Volonté est souvent compté parmi les meilleurs acteurs non seulement d'Italie, mais de toute l'histoire du cinéma,. Il se distingue par ses mimiques, sa présence magnétique et son jeu madré. Le réalisateur Francesco Rosi a dit de lui qu'il « volait l'âme de ses personnages ». Après avoir atteint une certaine notoriété en jouant le rôle de l'antagoniste dans les westerns spaghetti de Sergio Leone, il est devenu par la suite l'acteur-symbole du cinéma militant communiste italien, atteignant les sommets de son jeu sous la direction de Francesco Rosi, Elio Petri et Giuliano Montaldo. Il a également joué en France et en Suisse sous la direction de réalisateurs tels que Jean-Pierre Melville, Jean-Luc Godard, Yves Boisset ou Claude Goretta. En tant que réalisateur, il s'est spécialisé dans les documentaires d'orientation politique, notamment dans le film Documenti su Giuseppe Pinelli, coréalisé avec Elio Petri et Nelo Risi.

## Biographie

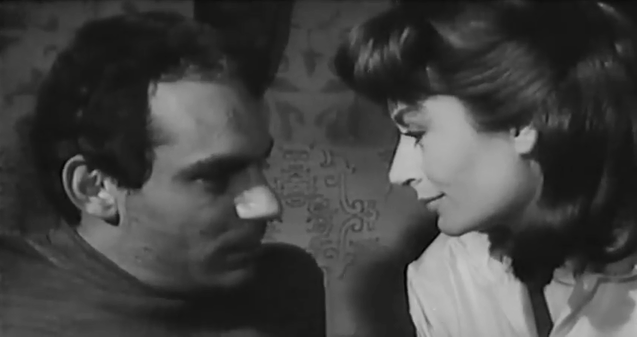
Volonté et Anouk Aimée dans Le Terroriste (1962), l'un de ses premiers rôles au cinéma.

Gian Maria Volonté naît à Milan le 9 avril 1933 mais grandit à Turin. Son frère cadet, Claudio, est également un acteur, connu sous le nom de scène de Claudio Camaso. Son père Mario est un soldat fasciste originaire de Saronno, dans la province de Varèse, qui commandait en 1944 la Brigade noire de Chivasso, tandis que sa mère Carolina Bianchi appartenait à une riche famille d'industriels milanais.
Le futur acteur passe la dernière partie de son enfance dans des conditions difficiles en raison de la situation familiale précaire, provoquée avant tout par l'arrestation de son père.
Mario Volonté est condamné par la première section spéciale de la Cour d'assises de Turin « pour avoir, en sa qualité de commandant des brigades noires, pendant l'occupation allemande, favorisé les opérations militaires de l'ennemi en ordonnant et en participant à des rafles d'éléments du mouvement de résistance au cours desquelles de nombreux meurtres et vols ont été perpétrés ». Il a causé la mort d'une personne lors de la rafle de Rondissone et de deux autres près de Verolengo. Carolina, sa mère, a essayé de s'en sortir en louant des pièces de la maison et en vendant des objets de valeur.
Mario, son père, condamné à trente ans de prison, en a purgé moins de huit, de novembre 1946 à août 1954. Il est retourné en prison en avril 1960 pour purger une peine de deux ans pour homicide involontaire. Libéré pour des raisons de santé, il meurt d'un cancer du poumon à Turin en 1961.
Volonté abandonne ses études à l'âge de quatorze ans et décide de trouver un emploi pour aider sa mère. En 1950, après quelques mois en France comme cueilleur de pommes, il rentre en Italie et commence à fréquenter le Studio Drammatico Internazionale I Nomadi d'Edoardo Maltese. C'est à cette époque qu'il se passionne pour Albert Camus et Jean-Paul Sartre.

### Débuts au théâtre et à la télévision
En 1951, à l'âge de 17 ans, il débute comme comédien de théâtre à Turin dans la compagnie I Nomadi d'Edoardo Maltese, et un peu plus tard, il rejoint la compagnie de théâtre itinérant I carri di Tespi,. En 1954, à Rome, il fréquente l'Accademia nazionale d'arte drammatica, où il est remarqué comme un « jeune homme de grand talent » ; son professeur est Orazio Costa (it).
En 1957, Volonté fait sa première apparition à la télévision en jouant dans Fedra (d'après Phèdre de Jean Racine), aux côtés d'une personnalité de la scène italienne, Diana Torrieri (it).
Au cours de la saison 1958-1959, il fait partie de la troupe du Teatro Stabile di Trieste ; en 1959, il joue dans le feuilleton télévisé L'idiota, adapté du roman L'Idiot de Fiodor Dostoïevski, ainsi que dans le feuilleton Caravaggio. En 1960, il joue dans Roméo et Juliette de William Shakespeare et en 1963 dans La Bonne Mère de Carlo Goldoni et dans Sacco e Vanzetti de Mino Roli et Luciano Vincenzoni, où il incarne Nicola Sacco ; dix ans plus tard, dans l'adaptation cinématographique de Giuliano Montaldo, il jouera Bartolomeo Vanzetti. En 1963, il joue dans le téléfilm Il taglio del bosco, adapté de la nouvelle La Coupe de bois (it) de Carlo Cassola.
En 1964, il tente de monter Le Vicaire de Rolf Hochhuth, qui dénonce les relations entre l'Église et le régime nazi, dans un petit théâtre de Rome, Via Belsiana : la représentation est toutefois empếchée par la police pour violation d'un article du Concordat. En 1965, il incarne Radek dans l'épisode Una vita in gioco de la série télévisée Le inchieste del commissario Maigret, avec Gino Cervi et Andreina Pagnani.

### Parcours au cinéma
En 1960, il fait ses débuts au cinéma avec le film Sous dix drapeaux de Duilio Coletti. En 1961, il joue des rôles marginaux dans deux films du genre péplum fantastique : L'Atlantide par Edgar G. Ulmer et Giuseppe Masini, et Hercule à la conquête de l'Atlantide de Vittorio Cottafavi. Cependant, il obtient également un rôle dans deux œuvres majeures : À cheval sur le tigre de Luigi Comencini et La Fille à la valise de Valerio Zurlini.
Au cours de ces années, il a également été actif en tant que doubleur : par exemple, c'est sa voix qui est utilisée en version originale italienne pour doubler le personnage principal de Bandits à Orgosolo et c'est lui qui double Roger Hanin en italien dans La Marche sur Rome.
En 1962, Volonté obtient son premier rôle principal dans Un homme à brûler de Valentino Orsini et des frères Taviani, un film de dénonciation sociale inspiré de la vie du syndicaliste Salvatore Carnevale (it). Malgré cette prestation remarquable, Volonté reste peu connu du grand public. En 1963, il joue dans le film Le Terroriste, dont l'action se déroule en Vénétie, pendant la Résistance, et qui est réalisé par Gianfranco De Bosio.
En 1964, il joue le rôle de Michel-Ange dans le feuilleton de la Rai intitulé Vita di Michelangelo, scénarisé par Silverio Blasi. La même année, Sergio Leone le fait jouer dans Pour une poignée de dollars, considéré depuis comme l'un des jalons du genre western spaghetti. Il y interprète le rôle du trafiquant d'alcool empoisonné Ramón Rojo. Ce rôle lance véritablement la carrière cinématographique naissante de Volonté. En 1965, il retourne travailler avec Leone dans Et pour quelques dollars de plus, où il incarne face à Clint Eastwood le truand sadique et toxicomane L'Indien. Cette prestation le consacre pour de bon auprès du grand public, faisant de lui un des visages de méchant les plus connus du western italien. Volonté jouera dans d'autres westerns spaghetti, comme El Chuncho (1966) de Damiano Damiani, où il incarne un révolutionnaire mexicain, ou Le Dernier Face à face (1967), de Sergio Sollima, où il joue un professeur moribond, qui retrouve force et santé, mais développe également un goût malsain pour la violence, qui le conduira au fascisme. Volonté est dans ce film « face à face » avec Tomás Milián, qu'il retrouvera l'année suivante dans Bandits à Milan de Carlo Lizzani, un film considéré comme fondateur du genre poliziottesco qui fera florès durant plus d'une décennie ; toujours en 1966, il joue aux côtés d'Enrico Maria Salerno et d'Anouk Aimée dans Les Saisons de notre amour ; en 1967, il joue le rôle du professeur Laurana, dans le film À chacun son dû, réalisé par Elio Petri, qui a coécrit le scénario avec Ugo Pirro, et librement inspiré du roman du même nom de l'écrivain Leonardo Sciascia. Le film marque le début du partenariat artistique entre le réalisateur Petri, le scénariste Ugo Pirro et Gian Maria Volonté, qui se poursuivra tout au long des années 1970. C'est en 1970 qu'il devient la vedette de l'un des plus célèbres films italiens sur fond politico-judiciaire, Enquête sur un citoyen au-dessus de tout soupçon d'Elio Petri, film qui remporte l'Oscar 1971 du meilleur film étranger.
À la même époque, il apparaît également dans le polar français de Jean-Pierre Melville, Le Cercle rouge, aux côtés de Bourvil, d'Alain Delon et d'Yves Montand.
Ayant atteint la notoriété (le journaliste Felice Laudadio le qualifie de « plus grand acteur italien de son temps »), il continue à se consacrer à un cinéma politiquement engagé, jouant dans les années 1970 dans des films tels que Les Hommes contre (1970), librement inspiré du roman autobiographique du même nom d'Emilio Lussu, et L'Affaire Mattei (1972), tous deux de Francesco Rosi, ainsi que dans Sacco et Vanzetti (1971) et Giordano Bruno (1973) de Giuliano Montaldo, La classe ouvrière va au paradis (1971) d'Elio Petri et Viol en première page (1972) de Marco Bellocchio.
C'est surtout avec Petri et Rosi que Volonté a pu exprimer son talent en toute liberté, donnant vie à une myriade d'« hommes illustres » représentant une critique acerbe de la classe dirigeante de l'époque, devenant ainsi un point de repère du cinéma italien militant. Le film de mafieux Lucky Luciano (1973) de Francesco Rosi est l'occasion d'une interrogation sur les liens entre pouvoir légal et illégal, ainsi qu'une évocation méticuleuse de la façon dont les États-Unis, au lendemain de la guerre, ont installé aux commandes de la Sicile les ténors de la Mafia, sous couvert de lutte contre le communisme. En plus de sa carrière d'acteur, Volonté a combiné un intense militantisme politique, en menant de nombreuses luttes, manifestations et grèves pour les droits des travailleurs. Il a en outre participé avec le cinéaste Elio Petri au documentaire Documenti su Giuseppe Pinelli (1970), qui enquête sur la mort du cheminot et anarchiste Giuseppe Pinelli, mort défenestré au poste de police de Milan, alors qu'il y était interrogé comme suspect pour l'attentat de la piazza Fontana.
Vers la fin des années 1970, Volonté traverse une brève période de crise, due à l'échec de Todo modo (1976), un film parodique dénonçant les intrigues de la Démocratie chrétienne, qui, malgré l'extraordinaire prestation de Volonté, sanctionne la fin du cinéma politique italien, et marque la rupture entre Petri et Volonté. Il retrouve cependant le succès sous la direction de Rosi dans Le Christ s'est arrêté à Eboli (1979), adapté du roman homonyme de Carlo Levi. Le film reçoit plusieurs prix nationaux et internationaux, dont deux David di Donatello, le Grand Prix du Festival du film de Moscou en 1979 et le BAFTA du meilleur film non anglophone en 1983, le premier film à recevoir cette reconnaissance.

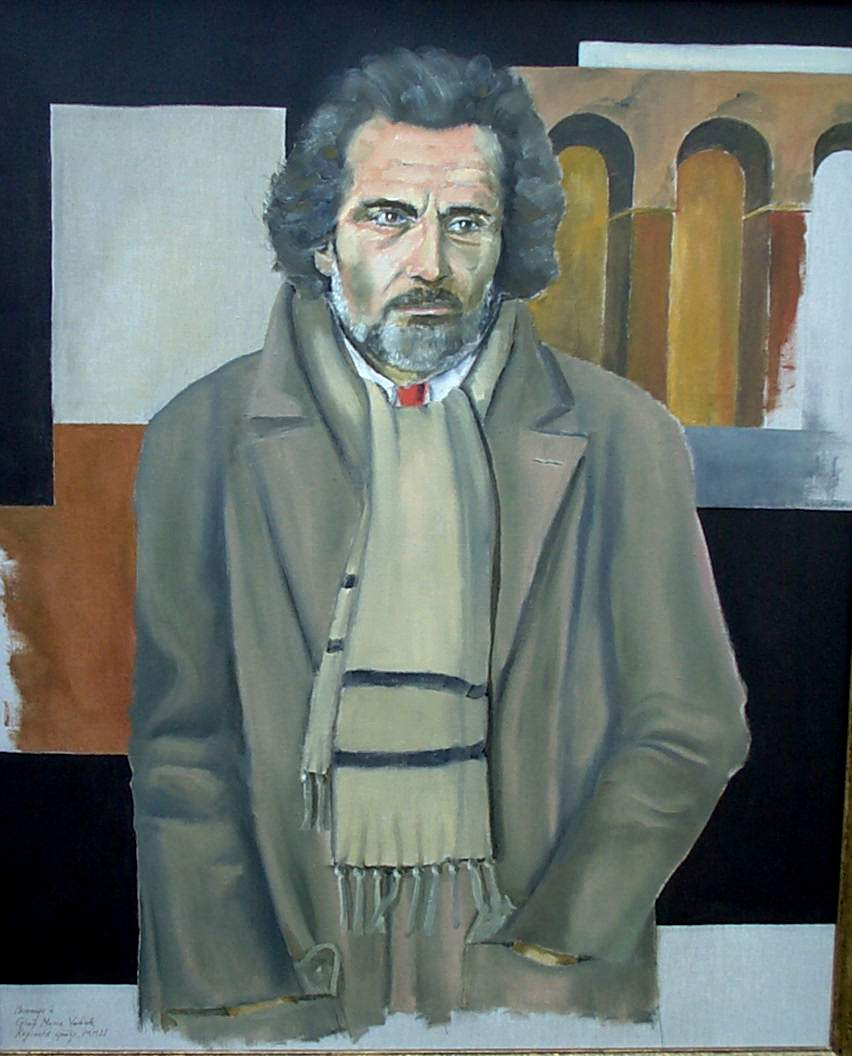
Hommage à Gian Maria Volonté (d'après son rôle de Carlo Levi dans Le Christ s'est arrêté à Eboli) par Reginald Gray.

Toujours dans les années 1970, Volonté se voit proposer de participer à trois films importants : Le Parrain de Francis Ford Coppola, 1900 de Bernardo Bertolucci et Padre padrone des frères Taviani,, mais il refuse hélas d'y participer ; avant la proposition qui lui est faite pour 1900, il avait en revanche accepté un petit rôle dans Actes de Marusia de Miguel Littin.
Dans les années 1980, Volonté reprend son activité d'acteur avec des films tels que La Mort de Mario Ricci du réalisateur suisse Claude Goretta (1983), L'Affaire Aldo Moro de Giuseppe Ferrara (1986) et Chronique d'une mort annoncée de Rosi (1987). Dans les années 1990, il quitte le cinéma italien, après avoir joué dans Portes ouvertes (1990) de Gianni Amelio et Una storia semplice (1991) d'Emidio Greco, pour lequel il a reçu le Lion d'or pour l'ensemble de sa carrière à la Mostra de Venise 1992. Ces deux derniers films sont librement inspirés des romans du même nom de Leonardo Sciascia. Pendant cette période, Volonté entre dans une profonde dépression et travaille dans quelques films peu connus : Funes, un gran amor (es) (1992), de Raúl de la Torre et Tirano Banderas (1993), de José Luis García Sánchez.
En 1994, il interprète un rôle majeur dans Le Regard d'Ulysse de Theo Angelopoulos. Le 6 décembre de la même année, Volonté meurt subitement, pendant le tournage du film, à l'âge de 61 ans, d'une crise cardiaque. Il est remplacé par Erland Josephson et le film est dédié à sa mémoire. Ses funérailles ont lieu à Velletri, où il résidait. Sa dépouille repose, selon sa volonté, sous un arbre dans le petit cimetière de l'île La Maddalena en Sardaigne.

## Vie privée
Il était marié à Tiziana Mischi et, à partir d'août 1983, à Armenia Balducci, scénariste et réalisatrice, qui était sa compagne depuis 1968. Sa vie sentimentale comprend également les actrices Carla Gravina, dont il a eu une fille, Giovanna, et Angelica Ippolito, filleule d'Eduardo De Filippo, avec qui il a vécu les quinze dernières années de sa vie. Il a eu une très brève liaison avec Mireille Darc alors qu'ils jouent ensemble dans Un corps, une nuit (1968) de Giorgio Bontempi.
Contrairement à lui, la jeunesse de son frère cadet Claudio Volonté est marquée par de nettes sympathies néofascistes. En prison pour homicide involontaire, Claudio Volonté se suicide par pendaison en 1977.

## Militantisme politique
Volonté a été membre du parti communiste italien jusqu'en 1977. Le 16 juin 1975, il est élu conseiller régional du Latium, avec vingt-six mille voix, mais six mois plus tard seulement, il décide de démissionner : « [...] je me suis rendu compte qu'il y avait un gouffre entre mon besoin de communisme et la carrière politique qu'ils me proposaient.
Ils voulaient faire de moi un fonctionnaire, un animal politique empêtré dans la partitocratie : j'avais besoin de recherche, de critique, de démocratie. Je me suis rendu compte que je perdais mon identité, et j'ai choisi la relation avec moi-même ».
Il a été candidat du parti démocrate de la gauche aux élections générales de 1992 dans la circonscription de Rome-Viterbe-Latina-Frosinone, arrivant en deuxième position parmi les non-élus. En 1981, il a aidé son ami Oreste Scalzone, militant d'Autonomia Operaia, à échapper au mandat d'arrêt lancé contre lui dans le cadre du procès dit du 7 avril, en l'escortant clandestinement avec son bateau jusqu'en Corse, d'où il s'est ensuite réfugié dans l'Hexagone, après une escale au Danemark.

## Filmographie

### Acteur de cinéma

#### Années 1960
- 1960 : Sous dix drapeaux (Sotto dieci bandiere) de Duilio Coletti : Samuel Braunstein
- 1960 : La Fille à la valise (La ragazza con la valigia) de Valerio Zurlini : Piero Benotti
- 1961 : L'Atlantide (Antinea, l'amante della città sepolta) de Giuseppe Masini et Edgar Georg Ulmer : Tarath
- 1961 : Hercule à la conquête de l'Atlantide (Ercole alla conquista di Atlantide) de Vittorio Cottafavi (VF: Jean Violette) : le Roi de Sparte
- 1961 : À cheval sur le tigre (A cavallo della tigre) de Luigi Comencini : Papaleo
- 1962 : Un homme à brûler (Un uomo da bruciare) des frères Taviani et Valentino Orsini : Salvatore
- 1962 : La Bataille de Naples (Le quattro giornate di Napoli) de Nanni Loy : Stimolo
- 1963 : Le Terroriste (Il terrorista) de Gianfranco De Bosio : Braschi, l'ingénieur
- 1963 : Le Péché (Noche de verano) de Jorge Grau : Alberto Suárez
- 1964 : Le Cocu magnifique (Il magnifico cornuto) d'Antonio Pietrangeli : Assessore
- 1964 : Pour une poignée de dollars (Per un pugno di dollari) de Sergio Leone : (VF: Claude Joseph) : Ramón Rojo
- 1965 : Les Saisons de notre amour (Le stagioni del nostro amore) de Florestano Vancini : Leonardo Varzi
- 1965 : Et pour quelques dollars de plus (Per qualche dollaro in più) de Sergio Leone : (VF: Henry Djanick) : l'Indien

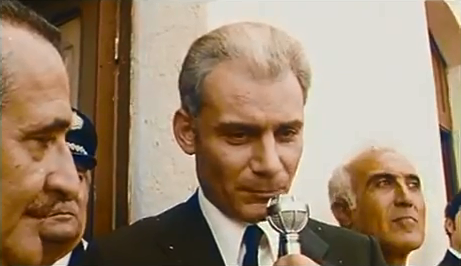
Dans L'Affaire Mattei (1972).

- 1966 : Lutring... réveille-toi et meurs (Svegliati e uccidi) de Carlo Lizzani : Inspecteur Moroni
- 1966 : La Sorcière amoureuse (La strega in amore) de Damiano Damiani : Fabrizio
- 1966 : L'Armée Brancaleone (L'armata Brancaleone) de Mario Monicelli : Teofilatto dei Leonzi
- 1966 : Het gangstermeisje de Frans Weisz : Jascha
- 1967 : I sette fratelli Cervi de Gianni Puccini : Aldo Cervi
- 1967 : El Chuncho (¿Quien sabe?) de Damiano Damiani : (VF: Bernard Noel) : Chuncho Munos, dit « El Chuncho »
- 1967 : À chacun son dû (A ciascuno il suo) d'Elio Petri : Professeur Paolo Laurana
- 1967 : Le Dernier Face à face (Faccia a faccia) de Sergio Sollima : (VF: Jacques Thebault) : Professeur Brett Fletcher
- 1968 : Bandits à Milan (Banditi a Milano) de Carlo Lizzani : Piero Cavallero
- 1968 : Un corps, une nuit (Summit) de Giorgio Bontempi
- 1969 : Sous le signe du scorpion (Sotto il segno dello scorpione) des frères Taviani : Renno
- 1969 : La Maîtresse de Gramigna (L'amante di Gramigna) de Carlo Lizzani : Gramigna

#### Années 1970

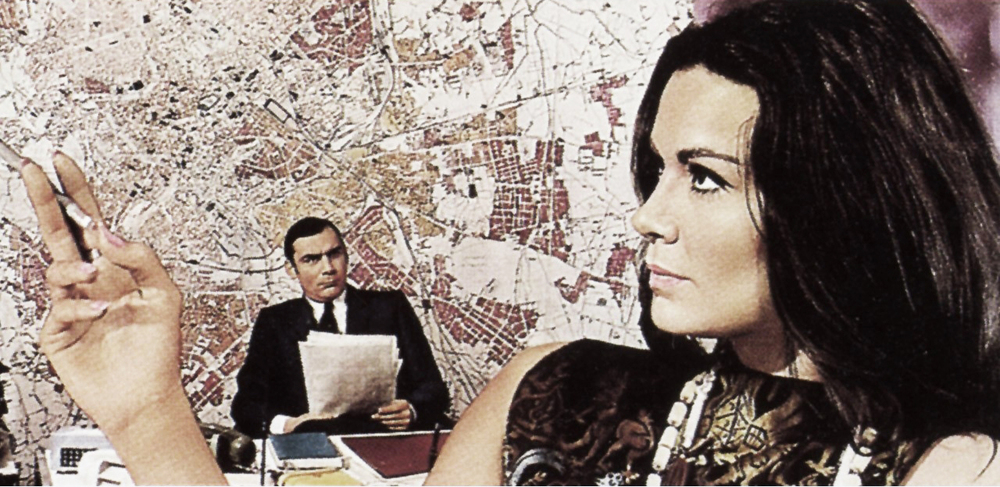
Avec Florinda Bolkan dans Enquête sur un citoyen au-dessus de tout soupçon (1970).

- 1970 : Les Hommes contre (Uomini contro) de Francesco Rosi : le lieutenant Ottolenghi
- 1970 : Le Vent d'est de Jean-Luc Godard : l'officier nordiste
- 1970 : Enquête sur un citoyen au-dessus de tout soupçon (Indagine su un cittadino al di sopra di ogni sospetto) d'Elio Petri : (VF: Michel Roux) : Le commissaire
- 1970 : Le Cercle rouge de Jean-Pierre Melville : (VF: Jean Negroni) : Vogel
- 1970 : Documenti su Giuseppe Pinelli : lui-même (documentaire)
- 1971 : La classe ouvrière va au paradis (La classe operaia va in paradiso) d'Elio Petri : (VF: Marc De Georgie) : Lulù Massa
- 1971 : Sacco et Vanzetti (Sacco e Vanzetti) de Giuliano Montaldo : Bartolomeo Vanzetti
- 1972 : 12 décembre (12 dicembre) de Giovanni Bonfanti et Pier Paolo Pasolini
- 1972 : L'Affaire Mattei (Il caso Mattei) de Francesco Rosi : Enrico Mattei
- 1972 : L'Attentat d'Yves Boisset : (VF: Marcel Bozuffi) : Sadiel
- 1972 : Viol en première page (Sbatti il mostro in prima pagina) de Marco Bellocchio : (VF: Marcel Bozzuffi) : Bizanti
- 1973 : Giordano Bruno de Giuliano Montaldo : Giordano Bruno
- 1974 : Lucky Luciano de Francesco Rosi :  (VF : Marc De Georgie) : Charles Luciano, dit « Lucky »
- 1975 : Le Soupçon (Il sospetto) de Francesco Maselli : Emilio

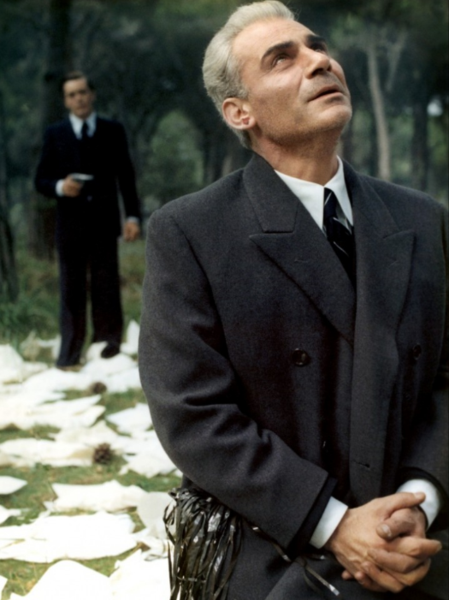
Dans Todo modo (1976).

- 1975 : Musica per la libertà de Luigi Perelli (documentaire)
- 1976 : Todo modo d'Elio Petri : M.
- 1976 : Actes de Marusia (Actas de Marusia) de Miguel Littin : Gregorio
- 1977 : Un juge en danger (Io ho paura) de Damiano Damiani : Ludovico Graziano
- 1979 : Le Christ s'est arrêté à Eboli (Cristo si è fermato a Eboli) de Francesco Rosi : (VF: Michel Auclair) : Carlo Levi
- 1979 : Opération Ogre (Ogro) de Gillo Pontecorvo : Izarra

#### Années 1980
- 1980 : Stark System d'Armenia Balducci : Stark
- 1981 : La Dame aux camélias (La storia vera della signora dalle camelie) de Mauro Bolognini : Plessis
- 1983 : La Mort de Mario Ricci de Claude Goretta : Bernard Fontana
- 1986 : L'Affaire Aldo Moro (Il caso Moro) de Giuseppe Ferrara : Aldo Moro
- 1987 : Chronique d'une mort annoncée (Cronaca di una morte annunciata) de Francesco Rosi : Dr Cristo Bedoya
- 1987 : Un enfant de Calabre (Un ragazzo di Calabria) de Luigi Comencini : Felice
- 1988 : L'Œuvre au noir d'André Delvaux : Zénon
- 1989 : Pestalozzis Berg de Peter von Gunten (de) : Johann Heinrich Pestalozzi

#### Années 1990
- 1990 : Tre colonne in cronaca de Carlo Vanzina : Alberto Landolfi
- 1990 : Portes ouvertes (Porte aperte) de Gianni Amelio : Le juge Vito Di Francesco
- 1991 : Una storia semplice d'Emidio Greco : Carmelo Franzò
- 1992 : Funes, un gran amor (es) de Raúl de la Torre : El Tano Bérgami
- 1993 : Tirano Banderas de José Luis García Sánchez : Tirano Banderas

### Acteur de télévision
- 1957 : Phèdre (Fedra), pièce de Sandro Bolchi d'après Jean Racine
- 1959 : Saul, téléfilm de Claudio Fino (it)
- 1959 : L'idiota (it), télésuite de Giacomo Vaccari (it)
- 1960 : La Pisana (it), télésuite de Giacomo Vaccari (it)
- 1961 : Antoine et Cléopâtre (Antonio e Cleopatra), pièce de Franco Enriquez (it) d'après William Shakespeare retransmise le 24 février 1961
- 1962 : Iphigénie à Aulis (Ifigenia in Aulide), pièce de Giacomo Colli (it) d'après Euripide
- 1963 : La Forêt (La foresta), pièce d'Edmo Fenooglio d'après Alexandre Ostrovski retransmise le 14 janvier 1963
- 1963 : Il taglio del bosco (it), téléfilm de Vittorio Cottafavi, adapté de la nouvelle La Coupe de bois (it) de Carlo Cassola
- 1964 : Vita di Michelangelo (it), télésuite de Silverio Blasi
- 1965 : Le inchieste del commissario Maigret, série télévisée de Mario Landi, épisode Una vita in gioco : Radek
- 1965 : La strada più lunga (it), téléfilm de Nelo Risi
- 1967 : Caravaggio, télésuite de Silverio Blasi
- 1981 : La Chartreuse de Parme (La Certosa di Parma), téléfilm de Mauro Bolognini : Comte Mosca

### Réalisateur
- 1970 : Documenti su Giuseppe Pinelli (documentaire) — Co-réalisé par Elio Petri et Nelo Risi ; Volonté est crédité comme « soutien » au générique.
- 1972 : Reggio Calabria (documentaire)
- 1972 : La tenda in piazza (documentaire)

### Scénariste
- 1980 : Stark System d'Armenia Balducci

## Distinctions
Prix Vittorio De Sica
- 1990 : Prix du meilleur acteur du cinéma italien

David di Donatello
- 1970 : meilleur acteur - Enquête sur un citoyen au-dessus de tout soupçon
- 1987 : Nomination meilleur acteur - L'Affaire Aldo Moro
- 1990 : meilleur acteur - Portes ouvertes
- 1992 : Nomination meilleur acteur - Una storia semplice

Ruban d'argent
- 1963 : Nomination meilleur acteur dans un second rôle - La Bataille de Naples
- 1965 : Nomination meilleur acteur dans un second rôle - Pour une poignée de dollars
- 1968 : meilleur acteur - À chacun son dû
- 1969 : Nomination meilleur acteur - Bandits à Milan
- 1971 : meilleur acteur - Enquête sur un citoyen au-dessus de tout soupçon
- 1972 : Nomination meilleur acteur - La classe ouvrière va au paradis
- 1974 : Nomination meilleur acteur - Giordano Bruno
- 1989 : meilleur acteur - L'Œuvre au noir
- 1991 : Nomination meilleur acteur - Portes ouvertes

Globes d'or
- 1968 : meilleur acteur - À chacun son dû, Bandits à Milan et I sette fratelli Cervi
- 1970 : meilleur acteur - Enquête sur un citoyen au-dessus de tout soupçon
- 1972 : meilleur acteur - La classe ouvrière va au paradis
- 1987 : meilleur acteur - L'Affaire Aldo Moro
- 1990 : meilleur acteur - Portes ouvertes

Grolla d'oro
- 1968 : meilleur acteur - Bandits à Milan
- 1970 : meilleur acteur - Enquête sur un citoyen au-dessus de tout soupçon
- 1991 : meilleur acteur - Una storia semplice
- 1998 : Prix de la carrière (posthume)

Mostra de Venise
- 1987 : Prix Pasinetti - Un enfant de Calabre
- 1991 : Lion d'or pour la carrière

Festival de Cannes
- 1972 : Mention speciale : pour son interprétation - La classe ouvrière va au paradis et L'Affaire Mattei
- 1983 : Prix d'interprétation masculine - La Mort de Mario Ricci

Berlinale
- 1987 : Ours d'argent du meilleur acteur - L'Affaire Aldo Moro

Prix du cinéma européen
- 1990 : Prix spécial du jury - Portes ouvertes

Laceno d'oro (it)
- 1968 : meilleur acteur - I sette fratelli Cervi
- 1986 : Plaque spéciale : pour son interprétation - L'Affaire Aldo Moro

Prix Golden Sacher
- 1990 : Golden Sacher - Tre colonne in cronaca

Prix Joseph Plateau
- 1988 : Prix Joseph Plateau - L'Œuvre au noir

EuropaCinema (it)
- 1988 : meilleur acteur - L'Œuvre au noir

Festival du film de Taormine
- 1977 : meilleur acteur - Un juge en danger

Festival du film de Valladolid
- 1993 : meilleur acteur - Tirano Banderas

Festival du film de Rimini
- 1984 : Prix honorifique

Festival du film de Locarno
- 1991 : Prix François Truffaut

Festival du film de Locarno
- 1990 : Léopard d'honneur

## Hommages
- En 2004, à l'occasion du dixième anniversaire de sa mort, la ville de Rome lui a dédié une rue dans le nouveau quartier Casale de Nei.
- En 2009 et 2010, le Bif&st de Bari a décerné un prix portant le nom de Gian Maria Volonté pour le meilleur acteur principal. En 2014, l'ensemble du festival lui a rendu hommage.
- La province de Rome a donné à l'école de formation créée dans le domaine de la photographie le nom de l'acteur décédé, la Scuola d'arte cinematografica Gian Maria Volonté (it).
- En 2012, l'administration municipale de Velletri a baptisé le théâtre municipal, anciennement Teatro Artemisio, rénové et rouvert après 25 ans, du nom de « Gian Maria Volonté ».
- Depuis 2003, le festival de cinéma La valigia dell'attore (litt. « La valise de l'acteur ») se tient chaque année à La Maddalena, entièrement dédié à la mémoire de Volonté[21].
- En 2014 est sorti le roman graphique Gian Maria Volonté, publié par la maison d'édition Becco Giallo.
- En 2016, Turin a dédié une place (entre la Via Osasco et la Via Spalato) à Gian Maria Volonté.
- En septembre 2024 est sorti le documentaire biographique Volontè - L'uomo dai mille volti, réalisé par Francesco Zippel, avec notamment Marco Bellocchio et Pierfrancesco Favino[22]